# Djungelmums
Djungelmums är den tredje skivan med Trazan & Banarne. Skivan kom ut på LP 1979 samt 1994 på kassettband och CD-skiva.

## Låtlista
1. Mumstajm, Balla Trazan Apansson
2. Djungelmums
3. Trazans land
4. Igelkotten
5. Bananer
6. Tyrolerhatten
7. Rökkollapso
8. I restaurangen
9. Min papegoja
10. Talrika tallrikar stenåldern i umbukta
11. Djungelskogen
12. Tigern är ett majsigt djur
13. Trazans tandläkarbesök
14. Vi cyklar runt i världen
15. Apan i tyrolen
16. Calle Cobra
17. I restaurangen
18. Lingonben
19. En dag skulle Trazan gå och bada
20. Trazans födelsedag

### Fotnoter
1. ↑  ”Djungelmums”. Svensk mediedatabas. 22 februari 1979. http://smdb.kb.se/catalog/id/001886806. Läst 16 november 2015.
2. ↑  ”Djungelmums”. Svensk mediedatabas. 22 februari 1994. http://smdb.kb.se/catalog/id/001534982. Läst 16 november 2015.